# Stekelstaartsnip
De stekelstaartsnip (Gallinago stenura) is een vogel uit de familie van strandlopers en snippen (Scolopacidae).

## Verspreiding en leefgebied
Deze soort broedt van noordwestelijk Rusland en Mongolië tot oostelijk Siberië en overwintert in India en Zuidoost-Azië.

## Status
De grootte van de populatie is in 2015 met een ruime marge geschat tussen de 50 duizend tot 2 miljoen vogels. Op de Rode lijst van de IUCN heeft deze soort de status niet bedreigd.